# یاسپر هاملینک
یاسپر هاملینک (هلندی: Jasper Hamelink؛ زادهٔ ۱۲ ژانویهٔ ۱۹۹۰) دوچرخه‌سوار اهل هلند است.
از باشگاه‌هایی که در آن رکاب زده‌است می‌توان به تیم دوچرخه‌سواری وکانسولیل–دی‌سی‌ام اشاره کرد.